# Vallentuna kyrka
Vallentuna kyrka är en församlingskyrka i Vallentuna församling i Stockholms stift. Den har alltsedan medeltiden varit sockenkyrka i Vallentuna socken i Uppland. Söder om kyrkan ligger Vallentunasjöns norra strand.

## Kyrkobyggnaden
Kyrkobyggnaden har en stomme av gråsten och består av ett rektangulärt långhus med tresidigt kor i öster av samma bredd som långhuset. Korsarmar sträcker sig ut från långhusets södra och norra sidor. Vid långhusets västra kortsida finns ett kyrktorn. Vid korets södra sida finns ett sexkantigt gravkor vars övre rum är inrett till sakristia. Alla byggnadsdelar täcks av sadeltak bortsett från gravkoret som har en spetsig takspira. Ytterväggarna har aldrig varit putsade.

### Byggnadshistorik
En ursprunglig gråstenskyrka byggdes enligt Vallentunakalendariet på 1190-talet. Kyrkan bestod då av långhus, kor och ett torn. På 1200-talet byggdes en sakristia vid korets norra sida. Vid mitten av 1400-talet förlängdes koret åt öster och då byggdes även kyrkans vapenhus vid långhusets södra sida. Invändigt murades tegelvalv i hela kyrkan som pryddes med målningar. Målningarna vitkalkades 1763.
På 1580-talet försågs kyrkans torn med en hög träspira. Spiran brann 1856. År 1680 byggdes ett särskilt gravkor för släkten Klingspor, som vid tillkomsten var sexkantigt med en huv av koppar, samt utsmyckat med en spira. Under Klingsporska gravkoret inreddes ett gravvalv med plats för cirka tjugotalet kistor. Ovanpå byggdes sedermera kyrkans sakristia. Kyrkan avritades 1684 av dåvarande riksantikvarien Johan Hadorph.
År 1856 träffades kyrkan av blixten och förödelsen blev omfattande, då tornspiran och det mesta av inredningen lades i aska. Vid återuppbyggnaden eftersträvade man inte att återskapa den ursprungliga arkitekturen, utan ett nytt kor byggdes med samma bredd som långhuset, tegelvalven ersattes med så kallade segment- och tunnvalv. Medeltida vapenhuset i söder togs bort och nya fönster och dörrar sattes in på sina nuvarande plats. Sakristian i norr byggdes om till en öppen korsarm och en ny korsarm uppfördes vid södra sidan. Gravkorets minnesrum inreddes till ny sakristia. Tornspiran avlägsnades och ersattes med nuvarande sadeltak.
En restaurering genomfördes åren 1935–1938 under ledning av arkitekt Evert Milles. Gravkorets huv och spira återuppbyggdes och täcktes med koppar. Ett pannrum grävdes ut under norra korsarmen. I södra korsarmen inreddes ett dopkapell.

## Bildgalleri

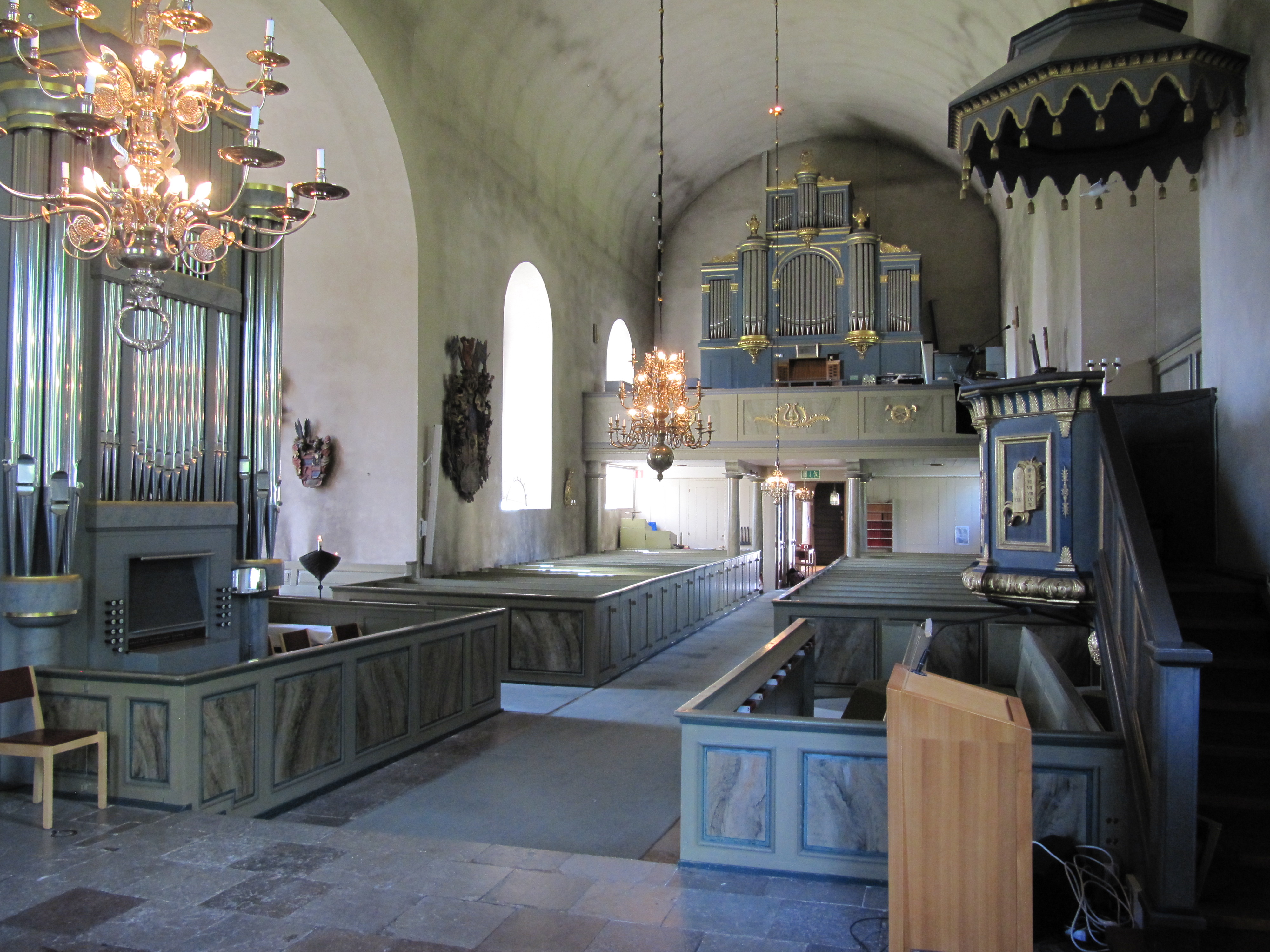
Kyrkorum mot väster
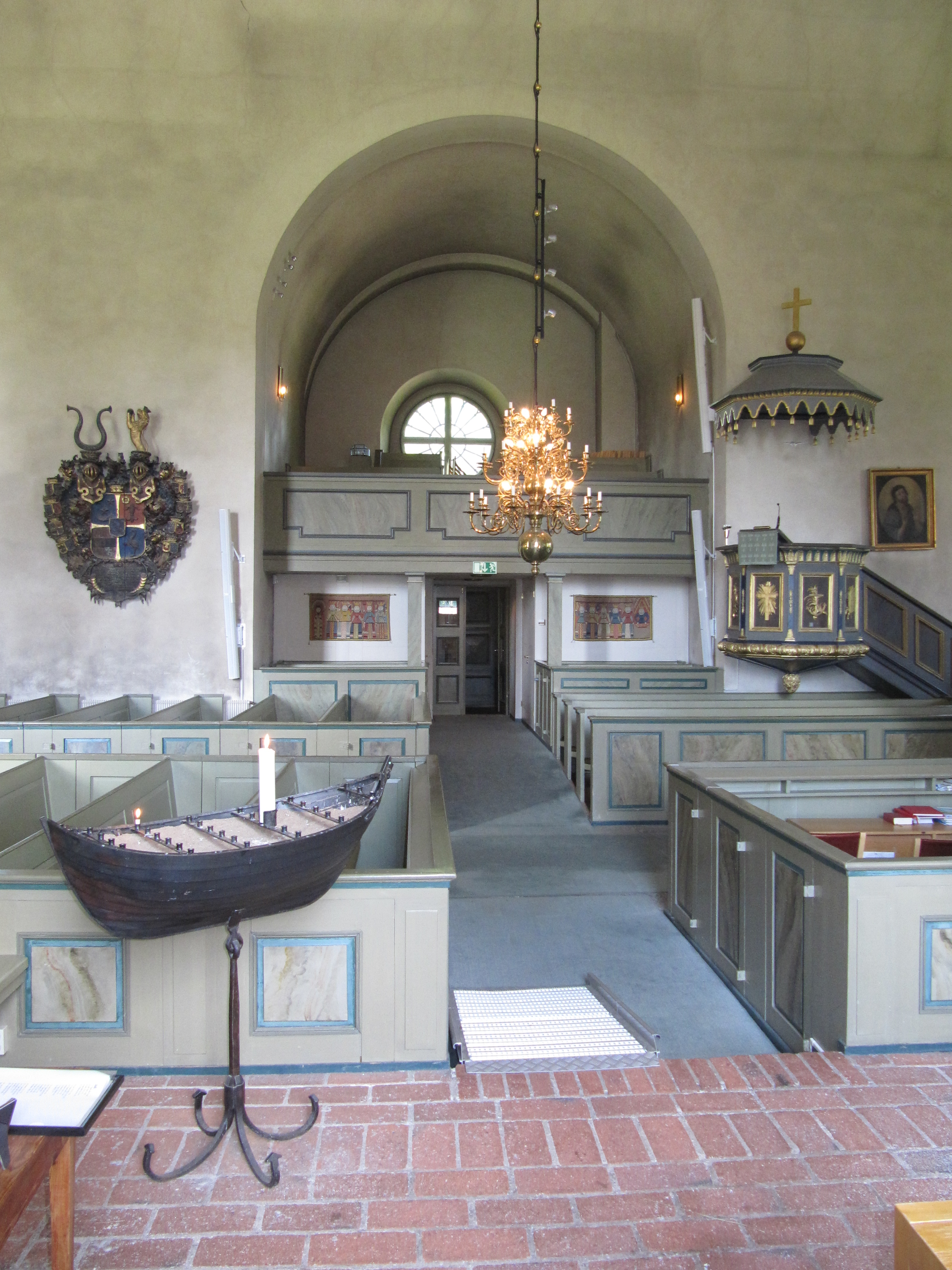
Kyrkorum från södra korsarmen
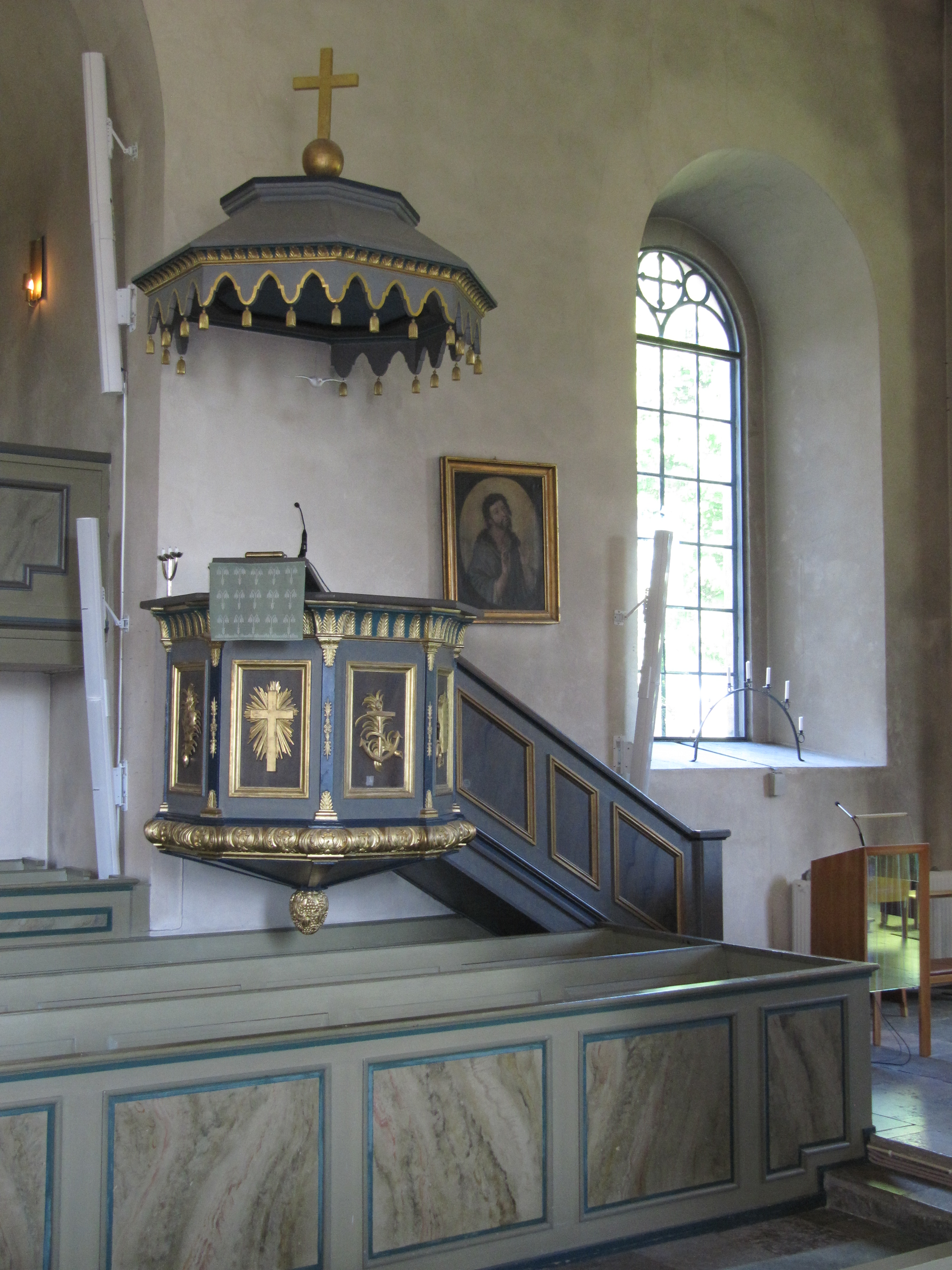
Predikstol
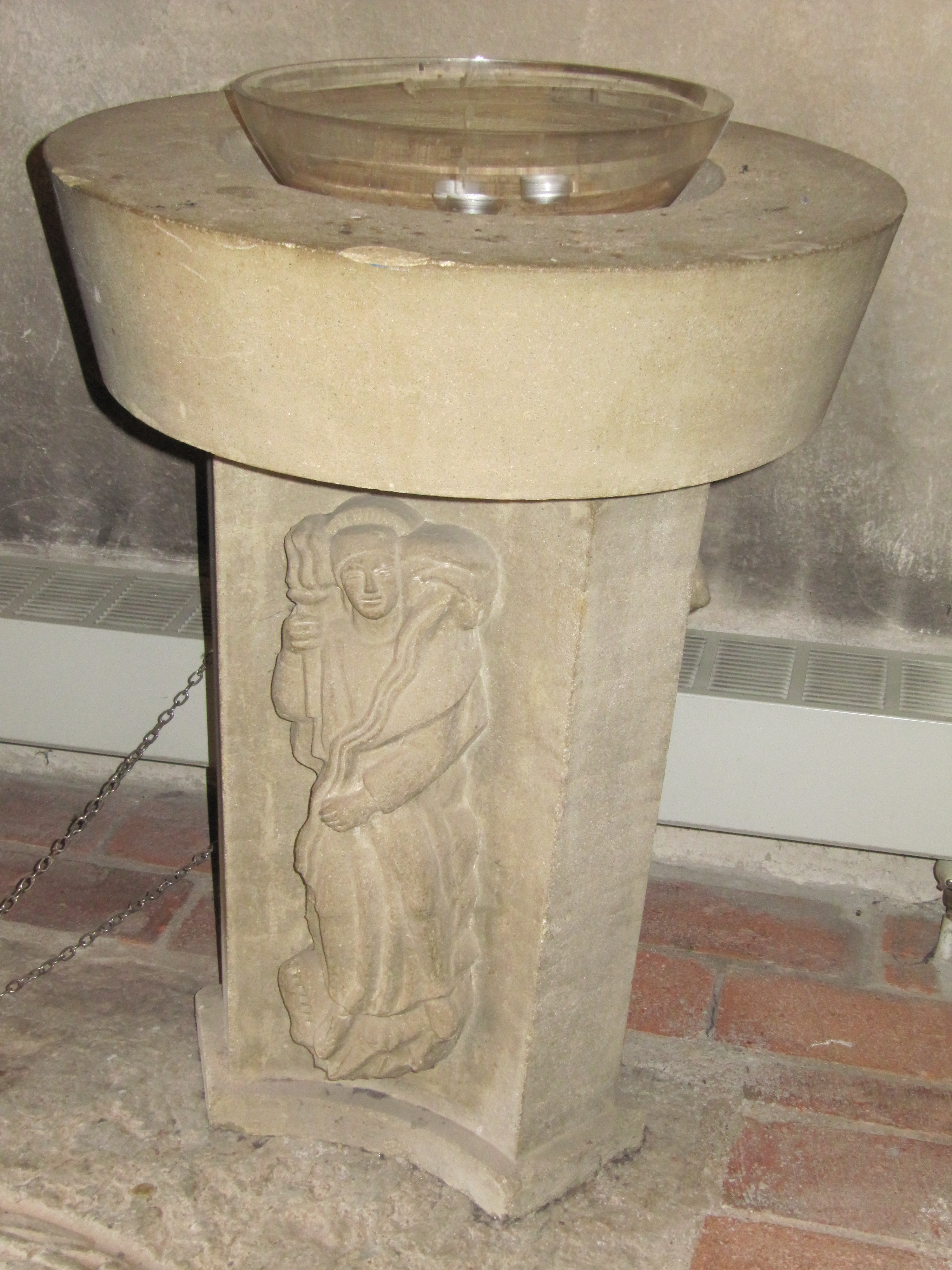
Dopfunt i tornets bottenvåning
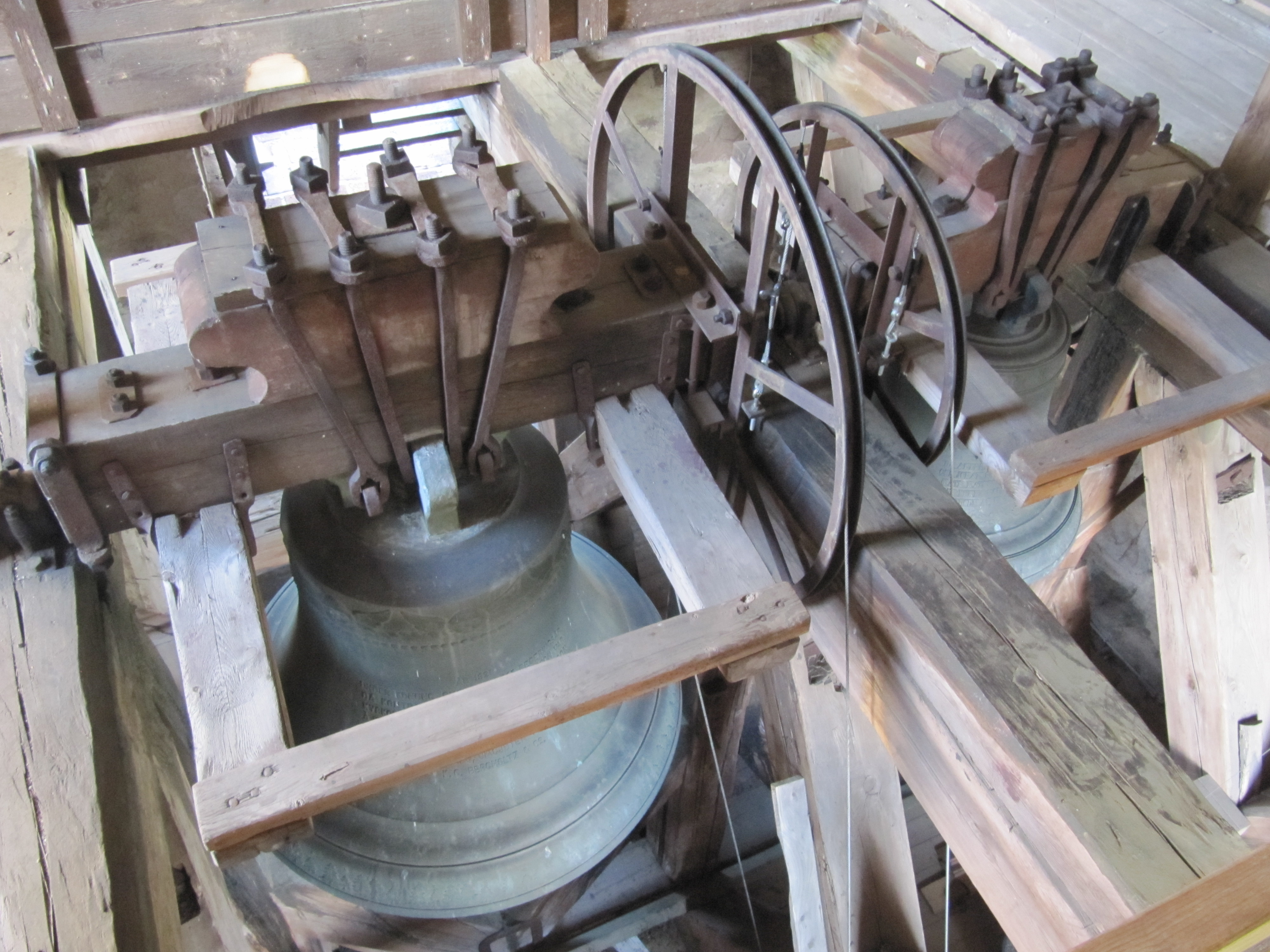
Storklockan och lillklockan i tornets ovanvåning
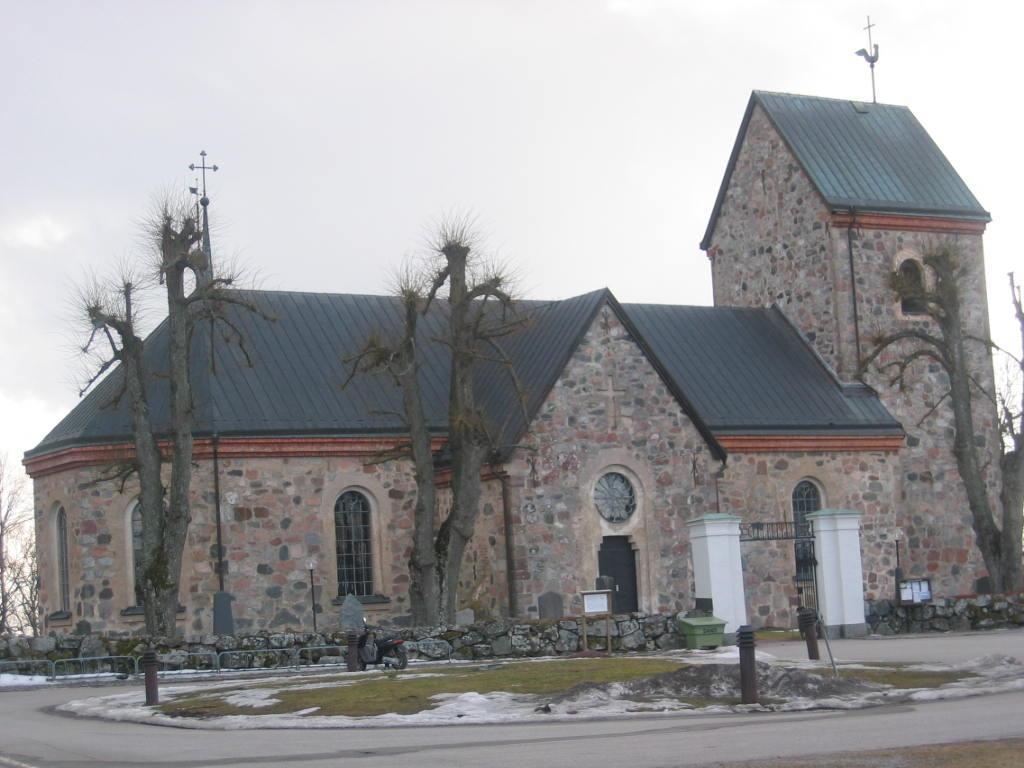
Kyrkan från norr

## Inventarier
- Altarkorset härstammar från den altaruppsats som gjordes 1763–1765 av bildhuggaren Dahlström i Norrtälje.
- Nuvarande predikstol tillkom vid slutet av 1850-talet och har polygonal korg och ljudtak.
- I södra korsarmen finns en dopfunt av trä som tillkom vid restaureringen 1992–1993. Fragment av en dopfunt av gråblå kalksten från omkring 1300 finns bevarad. En dopfunt av stengöt utförd 1937 av skulptören Axel Wallenberg förvaras numera i vapenhuset i tornets bottenvåning.
- I koret finns en ljuskrona av mässing som härstammar från slutet av 1500-talet. Över dopfunten finns en silverkrona från mitten av 1700-talet.
- Nattvardskärl och rökelsekar härstammar från medeltiden.
- En korkåpa broderad av Albertus Pictor förvaras numera på Historiska museet.
- Fram till 1832 hängde kyrkklockorna i en egen klockstapel i det sydöstra hörnet av kyrkogården. Klockorna flyttades därefter till kyrkans torn. Vid branden kom de dock att smälta sönder varefter de göts om 1857.

### Orgel
- 1765/1766 fick kyrkan ett orgelverk med 6 stämmor, tillverkad och uppsatt av Jonas Ekengren.[1]

| Manual       |
| Gedackt 8'   |
| Flöjt 4’     |
| Kvinta 3’    |
| Principal 2' |
| Mixtur II    |
| Trumpet 8' D |
| Trumpet 4' B |

- 1859 byggde Daniel Wallenström, Uppsala en orgel med 14 stämmor, två manualer och pedal.
- 1928 byggde E H Erikson, Sundbybergs stad, en orgel med 16 stämmor, två manualer och pedal.
- 1941 byggde Åkerman & Lund, Sundbybergs stad, en orgel med 16 stämmor, två manualer och pedal.
- Den nuvarande orgeln är byggd 1959 av Grönlunds Orgelbyggeri AB, Gammelstad, och är mekanisk. Orgelfasaden är från 1859.

| Huvudverk I     | Öververk II       | Pedal              | Koppel |
| Kvintadena 16´  | Rörflöjt 8´       | Subbas 16´         | I/P    |
| Principal 8´    | Vox candida 8´    | Oktava 8´          | II/P   |
| Gedackt 8´      | Principal 4´      | Koralbas 4´        | II/I   |
| Oktava 4'       | Spetsflöjt 4'     | Nachthorn 2'       |        |
| Flöjt 4'        | Blockflöjt 2'     | Rauschkvint 2 chor |        |
| Principal 2'    | Kvinta 1 1/3'     | Fagott 16'         |        |
| Mixtur 4-5 chor | Cymbel 3 chor     |                    |        |
| Trumpet 8'      | Krumhorn 8'       |                    |        |
|                 | Tremulant         |                    |        |
|                 | Crescendosvällare |                    |        |

#### Kororgel
- En 15-stämmig kororgel med fasad ritad av Ulf Oldaeus invigdes påskdagen 2002. Orgeln är byggd av Walter Thür Orgelbyggen.

## Runstenar

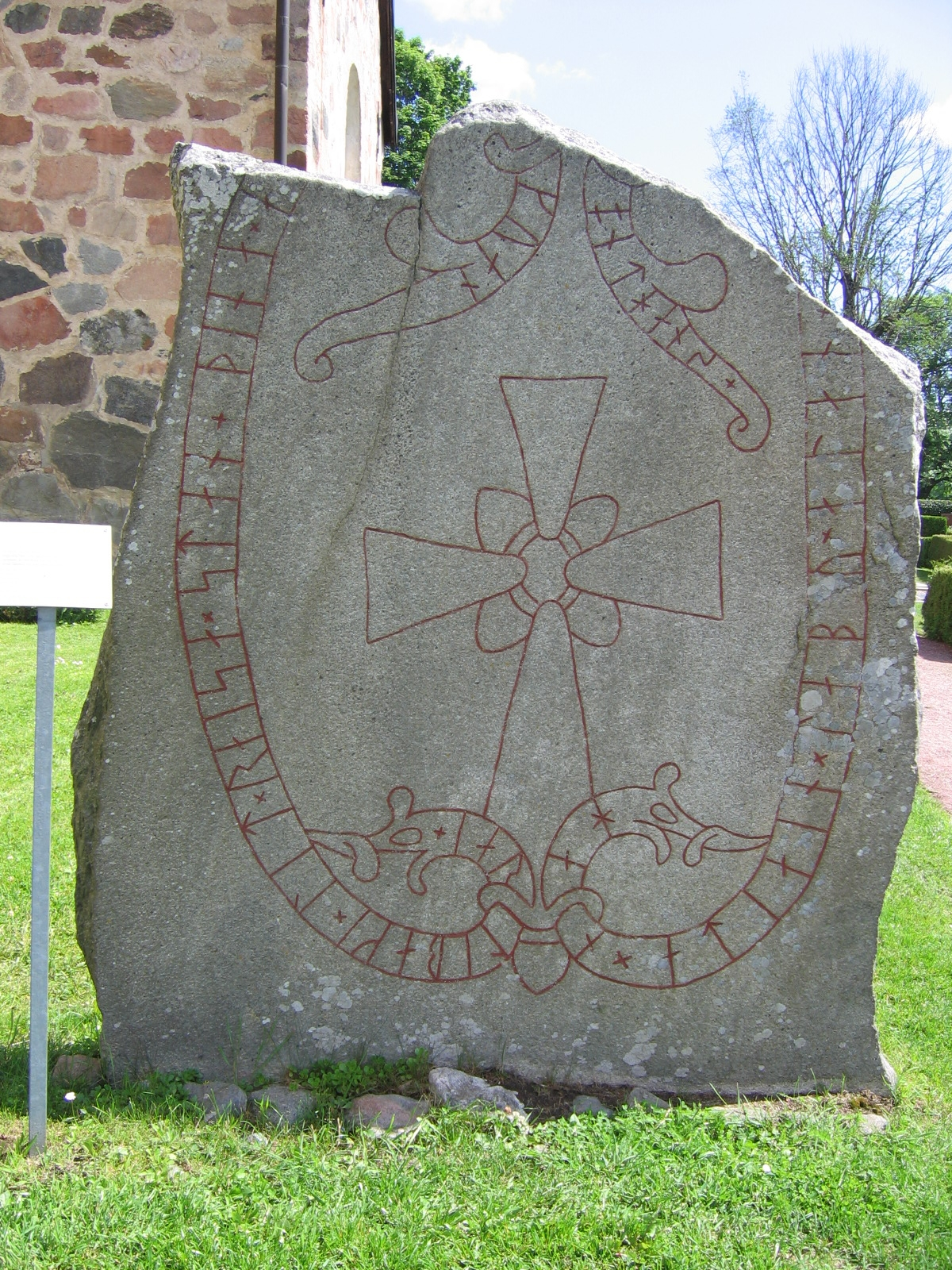
U 212 vid kyrkans södra sida.
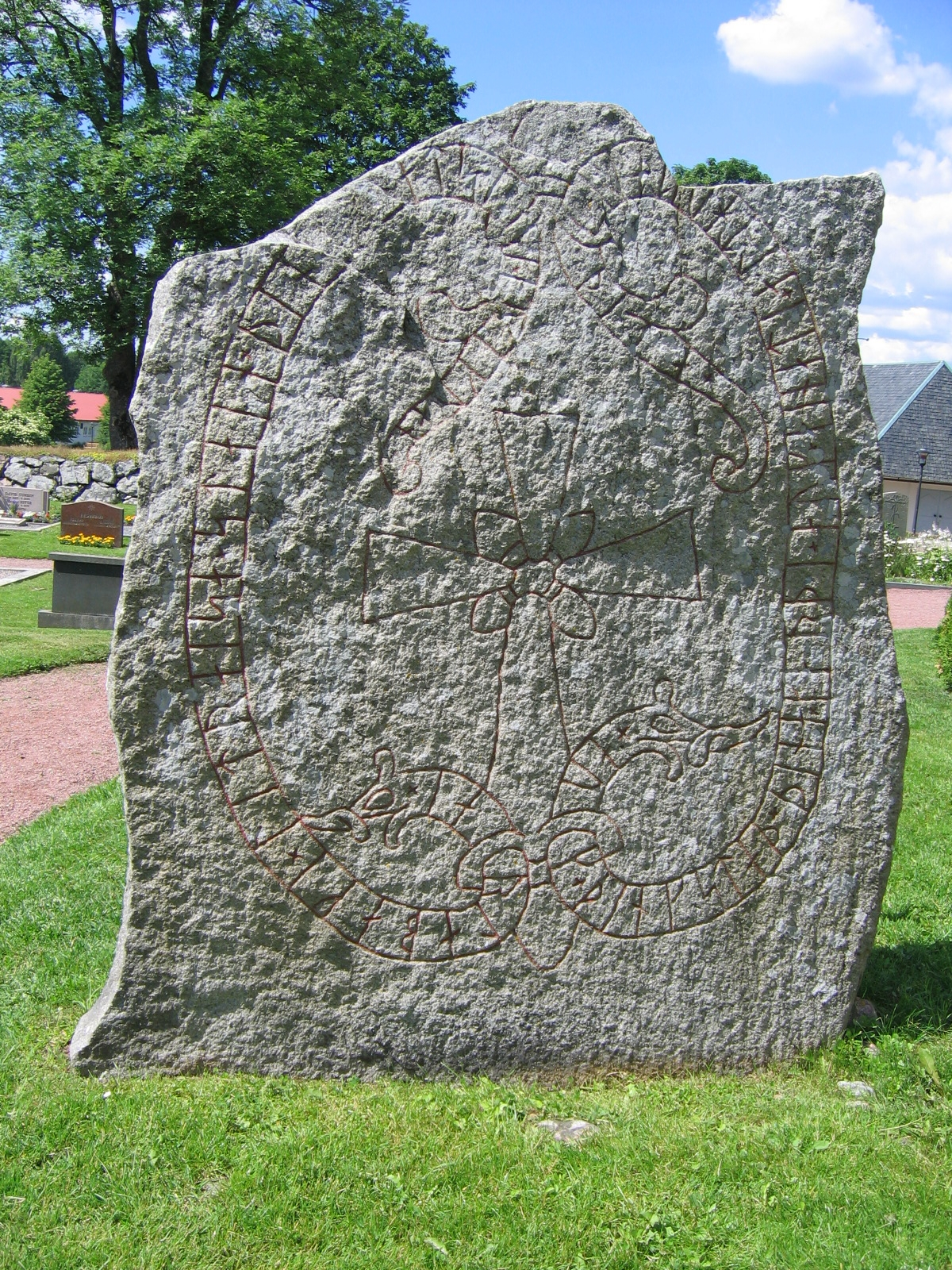
Baksidan på U 212.
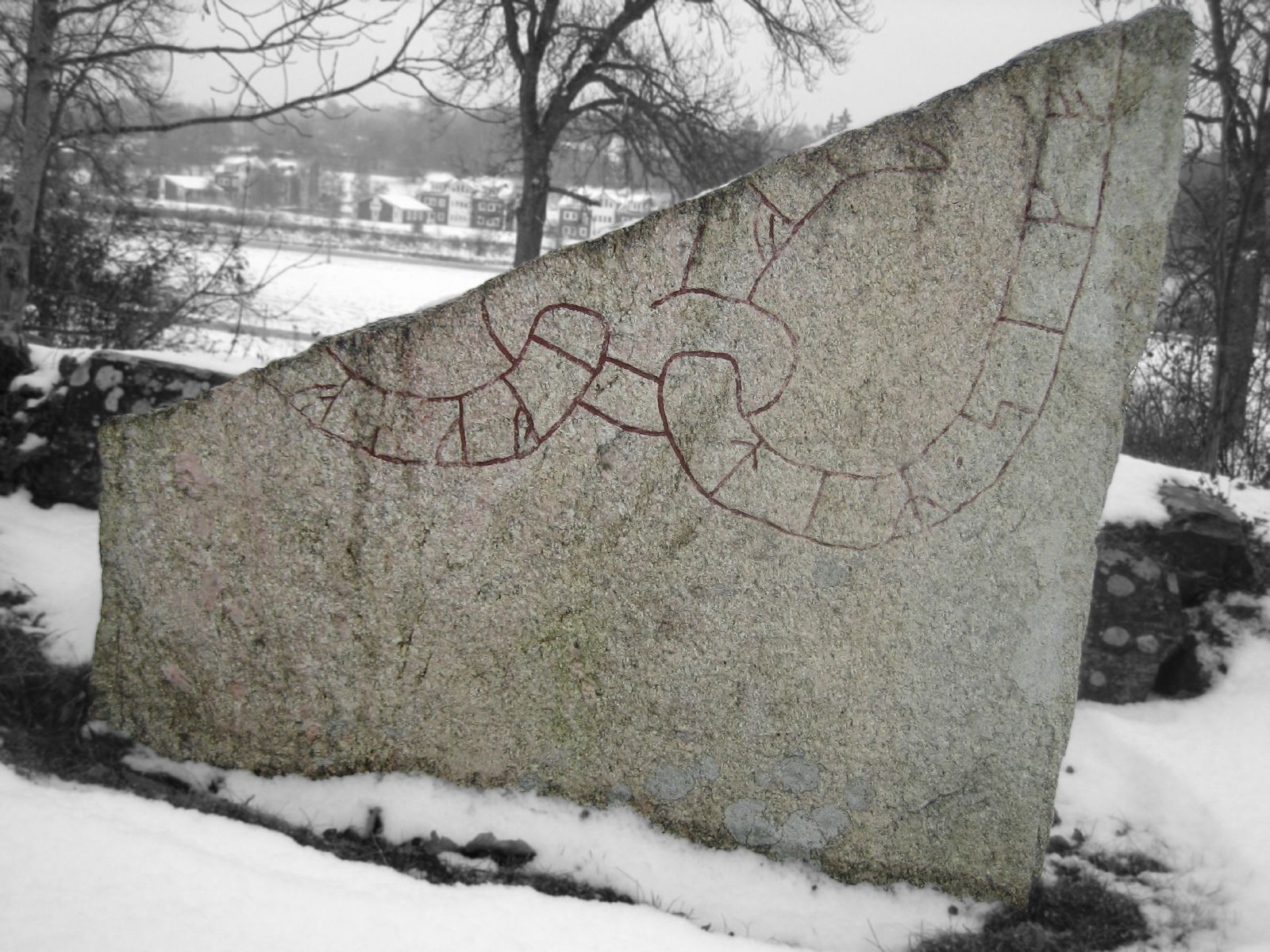
Runstenen U 221.
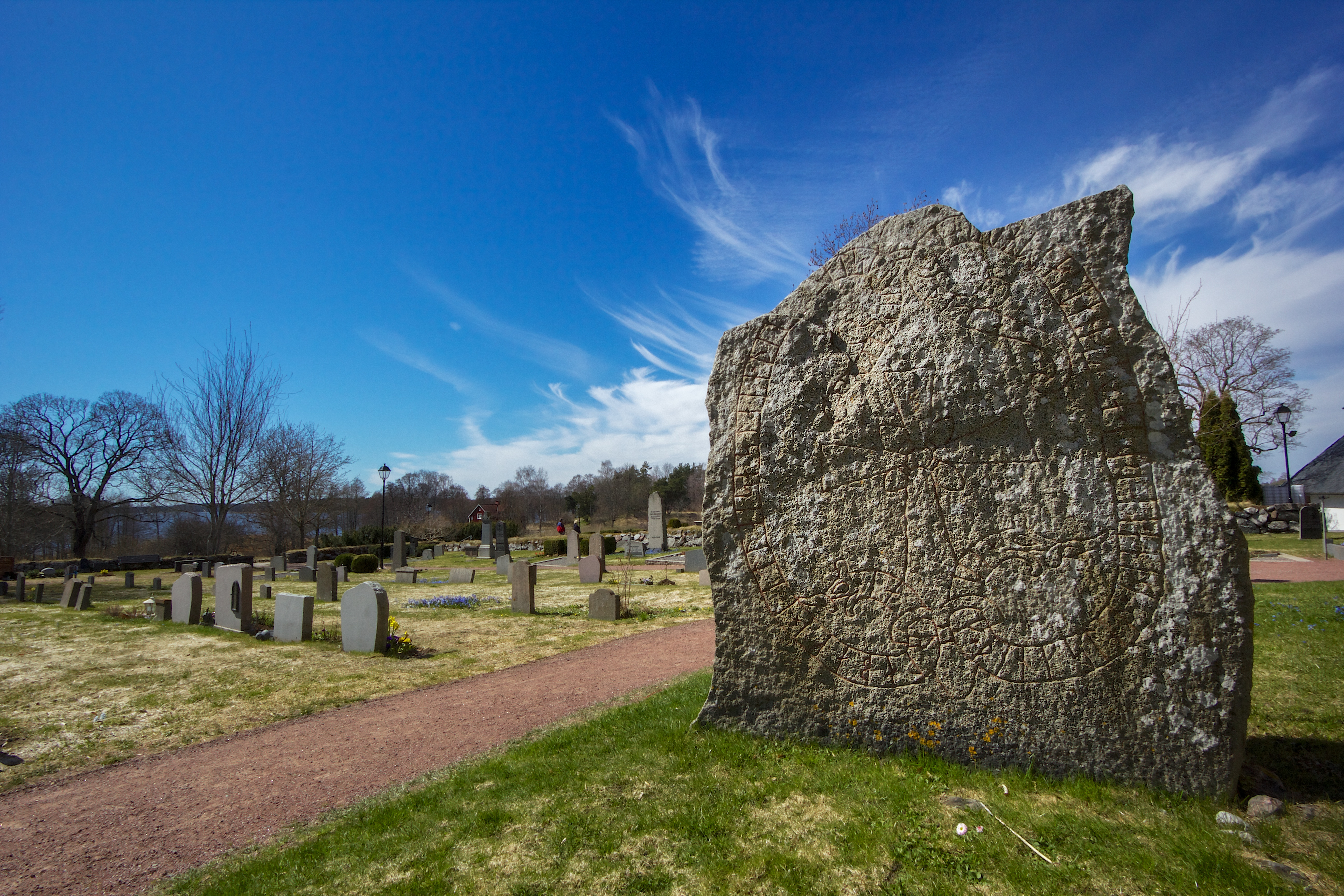
Runsten U 212.
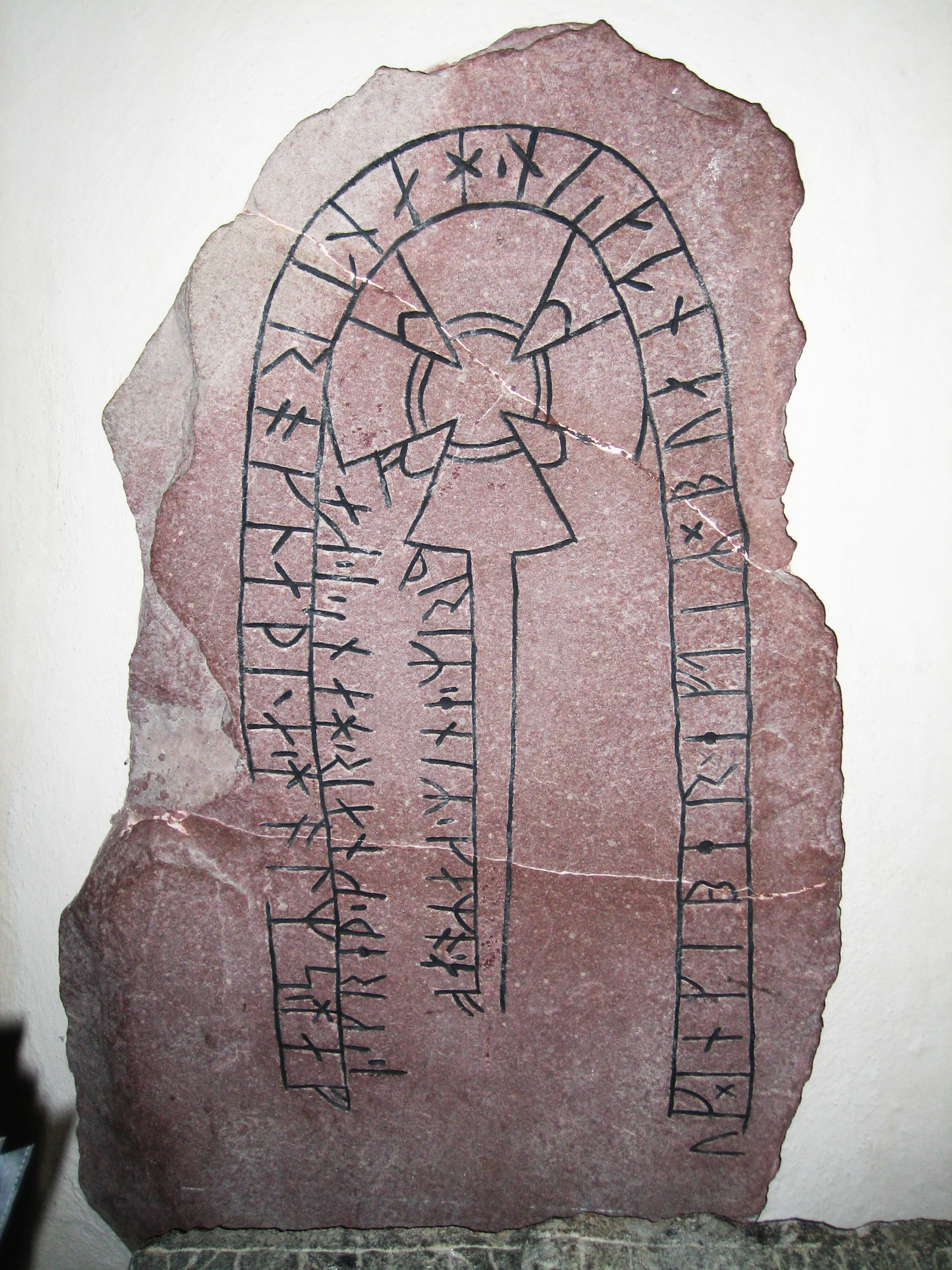
Runstenen U 214 i tornets bottenvåning

Det finns sju runristningar i, på och omkring kyrkan. En medeltida ristning finns på kyrktornet och en på kyrkomuren, två vikingatida runstenar i kyrkan, varav ett par stycken är placerade i kyrktornet. Söder om kyrkan står U 212 som 1905 hittades nedgrävd i jorden. Stenen hade dessförinnan använts som tröskel. 
U 212 har ornament och en runtext som gör att den ofta sätts i samband med stenarna vid Jarlabankes bro, en vägbank som är belägen mellan Vallentunas södra kommungräns och Täby kyrkby. U 212 har ristningar på båda sidorna. På ena sidan står: "Jarlabanke lät resa denna sten efter sig, medan han levde, och han gjorde denna tingsplats, och ensam ägde han hela detta hundrade." Inskriptionen på frånsidan antas betyda: "Jarlabanke lät resa denna sten efter sig medan han levde. Han ägde hela Täby socken. Gud hjälpe hans själ."
En annan runsten, U 214, hittades när kyrkan byggdes om 1937. Stenen hade använts som byggmaterial och ingick i kyrkans innergolv. På denna sten som nu är placerad i tornrummet finns Sveriges äldsta kända text med slutrim:

"Ragnhild och Ulfhild lät (resa) stenen efter sin fader och broder och Ingeberg efter sin make.

Han drunknade i Holms hav. 

Hans knarr gick i kvav, 

endast tre kommo av."
En halv sten, U 221 står vid kyrkogårdsmuren en bit från kyrkan och ytterligare en står vid prästgården, numera förskola.
I april 2009 upptäcktes en ny vikingatida runsten, U ATA322-4042-2009, i samband med ett schaktarbete vid kyrkan.

## Omgivning
- Väster om kyrkan finns ett kapell uppfört 1951 som gravkapell efter ritningar av arkitekt Evert Milles. Kapellet är byggt av betong och cementhålsten och dess ytterväggar är belagda med puts. Det valmade sadeltaket är belagt med skiffer. Numera används kapellet till mindre samlingar av olika slag.
- En 300 meter lång bogårdsmur är uppförd 1816 av dalkarlar.
- Söder om kyrkan fanns från 1600-talet fram till 1800-talet en klockstapel.
- Sydväst om kyrkan finns en minneslund anlagd 1987.

### Webbkällor
- Vallentuna församling informerar
- Vallentuna kyrka, Stockholm 2008, © Stockholms stift, Text: Gunilla Nilsson
- Upplandia.se - En site om Uppland
- anläggningspresentation
- Stockholms läns museum informerar om runstenarna

### Fotnoter
1. ↑  Abr. Hülphers, Historisk Afhandling om Musik och Instrument särdeles om Orgwerks Inrättningen i Allmänhet jemte Kort Beskrifning öfwer Orgwerken i Swerige (1773), s. 253-254.